# Calle Compañía (Málaga)
La Calle de la Compañía es una vía peatonal del Centro Histórico de la ciudad de Málaga, España.

## Historia
Su trazado es prácticamente de Este a Oeste y aproximadamente 220 metros, partiendo del extremo noroccidental de la Plaza de la Constitución hasta la Calle Puerta Nueva. Es larga y estrecha, propia del trazado urbano musulmán. Se denominada originalmente Calle de las Guardas tras la reconquista cristiana de la ciudad de Málaga en el siglo XV por haberse repartido allí casas a los escuderos de las guardas de los ejércitos de los Reyes Católicos. 
Ya en los siglos XVI y XVII, tras el asentamiento de la Compañía de Jesús en esta calle con la fundación del Noviciado de San Sebastián y la Iglesia del Santo Cristo de la Salud sobre una antigua ermita, la calle recibió el actual nombre, en homenaje a la compañía de los jesuitas.
Una de las ubicaciones de la sede del Ayuntamiento de Málaga (hoy en la Casa consistorial de Málaga en el Parque) fue precisamente esta calle.

## Recorrido
Además de los citados edificios de la escuela jesuita (actual sede del Ateneo de Málaga y del Orfeón Universitario de Málaga) y la Iglesia del Santo Cristo de la Salud, en un ensanchamiento de la calle en su cruce con la Calle Salvago y el Callejón de los Mártires se abre una plazoleta donde se ubica el Palacio de Villalón. Este edificio, junto con algunos de sus colindantes fueron reformados para albergar el Museo Carmen Thyssen, que contiene parte de la Colección Carmen Thyssen-Bornemisza. La rehabilitación de los inmuebles para uso del museo supuso también la mejora y embellecimiento de la calle.
Más adelante, a la derecha, se abre la Plaza de San Ignacio de Loyola con la Iglesia del Sagrado Corazón de estilo neogótico. Por la derecha se abre también la Calle Pozos Dulces mientras que por la izquierda encontramos entradas a las calles Santos, Horno y Fajardo. Al final de la calle se encuentra el Mesón de San Rafael, edificio de finales del siglo XIX y sede de la empresa pública Turismo Andaluz S.A.
La calle termina en el ensanchamiento que forma la Calle Puerta Nueva, donde antiguamente se encontraba una de las puertas de la muralla de la ciudad. Esta calle está próxima a la popular tribuna de los pobres de la Calle Carretería en la margen oriental del río Guadalmedina.